# Alex Gregory
Alexander John "Alex" Gregory (Cheltenham, 11 de março de 1984) é um remador britânico, bicampeão olímpico.

## Carreira
Gregory competiu nos Jogos Olímpicos de 2012 e 2016, sagrando-se campeão olímpico em ambas as oportunidades com a equipe da Grã-Bretanha do quatro sem.